# Jošikazu Nagai
Jošikazu Nagai (japonsko 永井 良和), japonski nogometaš in trener, * 6. april 1952, Saitama, Japonska.
Za japonsko reprezentanco je odigral 69 uradnih tekem.